# Résidence Vision 80

Les deux bâtiments de la résidence, vus depuis l'esplanade de la Défense.

La résidence Vision 80 est un immeuble d'habitation situé sur l'esplanade de la Défense (précisément place des Reflets à Courbevoie). Elle a été construite en 1973 par les architectes Jean-Pierre Jouve, André Frischlander (Andreï Frieschlander) et Charles Mamfredos.
La résidence est en forme de L : un immeuble de 7 étages de haut le long de l'esplanade, et une tour de 15 étages de haut perpendiculaire à l'esplanade. La résidence Vision 80 matérialise ainsi deux côtés de la place des Reflets, les autres côtés étant délimités par l'immeuble Manhattan Square, et les tours CB16 et Aurore.
La résidence est construite en béton armé. Sur les parties basses de l'immeuble, on a utilisé des coffrages en bois laissant les traces des planches sur le béton, ce qui permet d'affirmer le caractère brut de l'immeuble. Dans sa conception, la résidence est proche des préceptes architecturaux de Le Corbusier : les deux bâtiments sont montés sur pilotis pour laisser la dalle ouverte aux piétons, les toits ont été aménagés avec des jardins, présence de « rues intérieures », etc.
Dans le plan masse de la Défense de 1964, les deux emplacements réservés à la résidence avaient pour nom CH12 et CH13.

## Caractéristiques

### CH12
- 206 logements
- 46 m × 20 m
- 15 étages

### CH13
- 236 logements
- 124 m × 20 m
- 7 étages

## Dans la culture populaire
La résidence apparaît dans plusieurs scènes du film Au poste ! réalisé par Quentin Dupieux. L'un des personnages principaux du film y habite.